# Halina Rudnicka

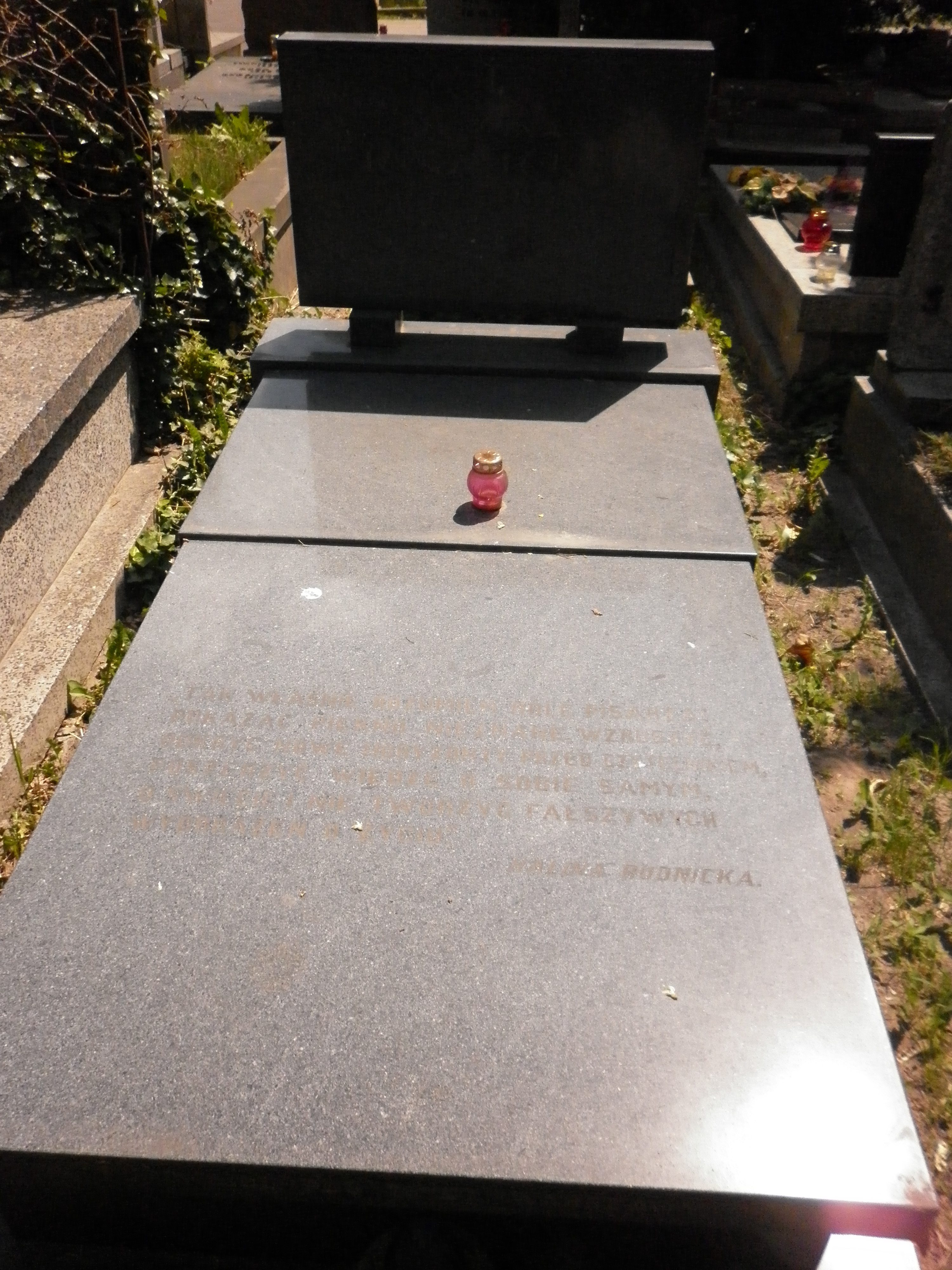
Grób Haliny Rudnickiej na Cmentarzu Wojskowym na Powązkach w Warszawie

Halina Irena Rudnicka z domu Hausman (ur. 12 października 1909 w Mławie, zm. 21 kwietnia 1982 w Warszawie) – polska nauczycielka, pisarka, publicystka żydowskiego pochodzenia; Fundatorka biblioteki, oddziału Biblioteki Publicznej m.st. Warszawy.

## Życiorys
Urodziła się w Mławie. Ukończyła filologię polską i studium pedagogiczne na Uniwersytecie Warszawskim. Jako nauczycielka w okresie okupacji brała udział w tajnym nauczaniu w Słonimie. W 1945 zamieszkała na stałe w Warszawie i podjęła pracę w Ministerstwie Oświaty. Zadebiutowała w 1948 na łamach prasy publicystycznej. Zaistniała wówczas jako prozaik, pedagog, publicystka i autorka podręczników. Jej książki tłumaczono m.in. na j. czeski i j. hebrajski.
Pochowana na cmentarzu Powązki Wojskowe w Warszawie (kwatera C37-7-4).

## Książki
- 1949: Polną ścieżką
- 1951: Uczniowie Spartakusa (nagroda Orle Pióro; książka była później publikowana w serii Biblioteka Młodych (tytuły 3D))
- 1951: Płomień gorejący
- 1954: Ludzie niezłomni
- 1955: Wspomnienia o Janku Krasickim (wyd. „Iskry”)
- 1956: Płomień za kratą
- 1958: Zielona rakieta
- 1959: Za siódmym progiem
- 1960: Chłopcy ze Starówki (ciąg dalszy Polnej ścieżki; lektura obowiązkowa w klasie szóstej szkoły podstawowej aż do przemian ustrojowych, a w latach 90. lektura uzupełniająca)
- 1961 Janek Krasicki (wyd. PZWS)
- 1963: Król Agis (1. część trylogii z dziejów starożytnej Grecji)
- 1966: Syn Heraklesa (2. część trylogii z dziejów starożytnej Grecji)
- 1969: Heros w okowach (3. część trylogii z dziejów starożytnej Grecji)
- 1976: Szeryf w spódnicy
- 1979: Kobiety mówią o sobie

## Odznaczenia, nagrody i wyróżnienia
- 1952 - nagroda państwową II stopnia za powieść Uczniowie Spartakusa,
- 1954 - Złoty Krzyż Zasługi - w związku z Międzynarodowym Dniem Kobiet, za zasługi w pracy społecznej[3],
- 1960 - nagroda Prezesa Rady Ministrów za twórczość dla dzieci i młodzieży,
- 1966 - laureatka Orlego Pióra, wyróżnienia przyznawanego najlepszemu pisarzowi według czytelników czasopisma Płomyk[1].
- 1975 - Złota odznaka honorowa „Za Zasługi dla Warszawy”[4]